# Adtranz
ABB Daimler-Benz Transportation (після 1999 DaimlerChrysler Rail Systems), з 1 січня 1996 отримала назву ABB Daimler Benz Tran (Adtranz) ADtranz — колишній багатонаціональний виробник залізничного транспортного обладнання з потужностями, зосередженими в Європі та США.
Компанія була створена в 1996 році в результаті злиття виробничих потужностей Daimler-Benz і ABB. 
В 1999 році «DaimlerChrysler» (нині Daimler AG) купив акції «ABB» і змінив свою офіційну назву на «DaimlerChrysler Rail Systems». 
Bombardier Transportation придбала компанію в 2001 році, тоді «Adtranz» був другим за величиною виробником залізничного транспортного обладнання у світі. Придбання значно збільшило розміри холдингів «Bombardier» у залізничній галузі, що зробило «Bombardier» найбільшим виробником залізничного обладнання у світі на той час.
«Adtranz» виробляв магістральні локомотиви, швидкісні, регіональні, метро та пасажирські поїзди, трамваї та вантажівки, а також вантажні вагони. Підприємства нерухомого складу включають електрифікацію залізниць та інфраструктуру сигналізації.

## Історія
8 травня 1995 року «ABB» і «Daimler-Benz» запропонували об'єднати їхню діяльність, пов'язану із залізничною галуззю, в єдине автономне спільне підприємство (50% - ABB, 50% — «Daimler-Benz»); 
у ЄС, за межами Німеччини, злиття не означало б значного збільшення частки ринку, зокрема Скандинавії, де «ABB» мала домінуючу частку ринку. 
Пропоноване злиття було призупинено в очікуванні звіту про будь-які потенційні антиконкурентні ефекти злиття, 18 жовтня 1995 року злиття було дозволено за умови, що обидві компанії позбавляться будь-яких акцій Kiepe Electric. 
Злиття набуло чинності 1 січня 1996 року.
У січні 1999 року «ABB» продала свою 50% частку в «Adtranz» компанії «DaimlerChrysler» за 472 мільйони доларів, прийнявши попередню угоду про створення спільного підприємства, відповідно до якої «DaimlerChrysler» зобов'язана була викупити частку «ABB».
В 2001 році «DaimlerChrysler» продала «ADtranz» компанії «Bombardier Transportation», крім частини, що увійшла до складу Stadler Rail, а також підприємства Fixed Installations (енергопостачання), викупленого компанією Balfour Beatty plc і з того часу працюючого під ім'ям Balfour Beatty Rail GmbH як самостійне підприємство в групі «Balfour-Beatty-Rail-Gruppe».

## Продукція
Локомотиви
- FS Class E.464[en] електровоз

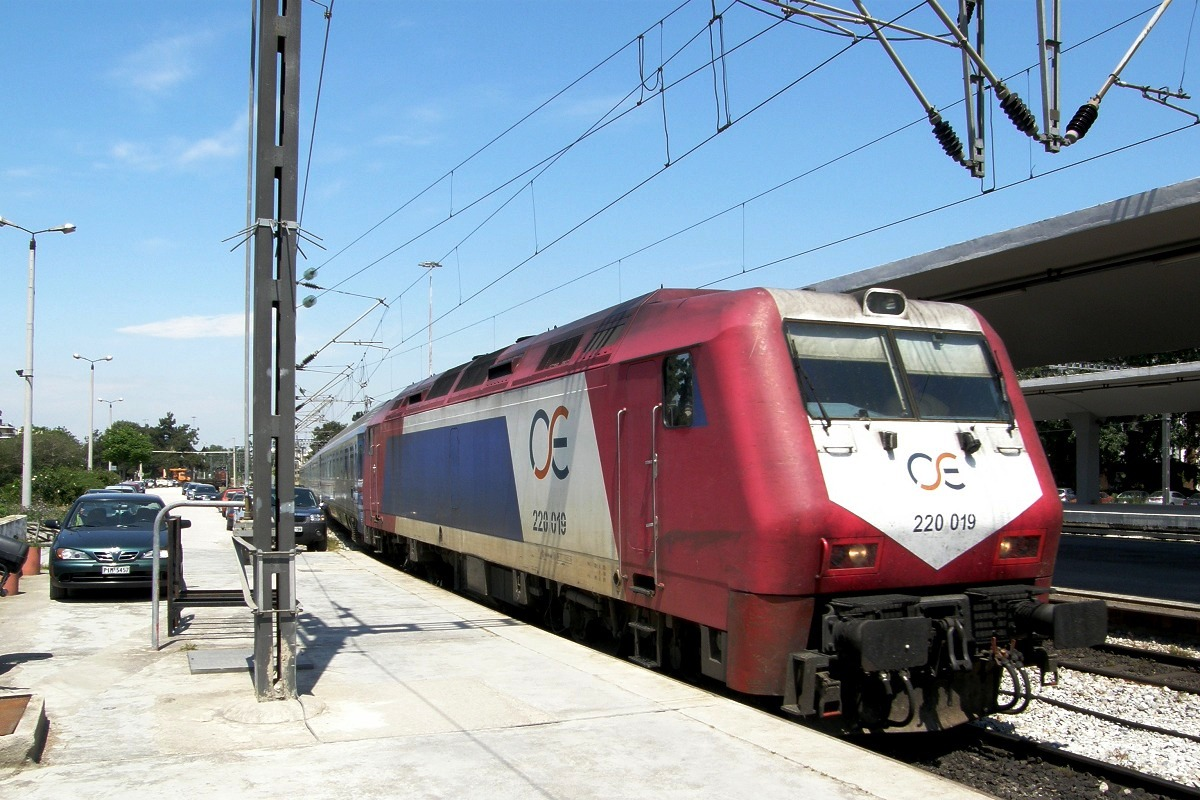
Локомотив Adtranz DE2000 Організації грецьких залізниць

- Локомотив Norges Statsbaner NSB El 18[en].
- Широка колія 3-фазний тяговий пасажирський локомотив класу 5 (WAP5) для Індійських залізниць. IR-class WAP-5[en]
- OSE Class 220[en] Локомотив для Організації грецьких залізниць, позначений як OSE Class 220: раніше позначений як OSE A 471-496.

Метровагони
- Вагони метро/ліфти M4 для SEPTA[en] Market–Frankford Line[en], у Філадельфії
- Нью-Йоркський метрополітен R142[en]
- Вашингтонський метрополітен Washington Metro rolling stock#5000-series[en] (з CAF)
- Гонконзький MTR MTR Adtranz–CAF EMU[en] (з CAF)
- DBAG Class 481[en], Берлінська міська електричка
- Метрополітен Більбао 550 series EMUs (з CAF)
- Мадридський метрополітен 2000B units (з CAF)
- Мадридський метрополітен 6000 units (з CAF, Alstom і Siemens)
- Афінський метрополітен ІСАП трамваї 11 покоління (з Siemens і Hellenic Shipyards)

Швидкісні потяги
- Німецький швидкісний потяг ICE 2
- Шведський швидкісний потяг SJ X2000
- Високошвидкісні EMU Vy[en] NSB 73 і Flytoget GMB Class 71[en]

Пасажирські потяги
- Шведські міжміські електропотяги Bombardier Regina
- Поїзди Adtranz-CAF Series 6000 (включаючи MTR Adtranz–CAF EMU[en])
- IC3
- Поїзд із кузовом, що нахиляється Bombardier RegioSwinger[en]
- Вагони CityRail[en] New South Wales Endeavour railcar[en] і CountryLink[en] New South Wales Xplorer[en] В Австралії
- Bombardier Electrostar і Bombardier Turbostar[en] у Великій Британії
- Queensland Rail[en] Suburban Multiple Unit[en] і Interurban Multiple Unit[en], Австралія.
- SL C20[en] Метропотяг, що використовується у Стокгольмі, Швеція
- Приміський потяг CAF/Alstom/ADtranz Series 2000, Сан-Паулу, Бразилія
- CAF/Alstom/Siemens 447 приміські потяги Renfe

Трамваї
- Socimi Eurotram
- Flexity Outlook
- Stadler Variobahn
- Bombardier Incentro
- GTxN/M/S[en]; GT6N для Берліна, Аугсбурга, Франкфурта (Одер), Бремена, Нюрнберга, Мюнхена, Брауншвейга, Такаоки, Окаями та Тоями

Легкорейковий пасажирський транспорт

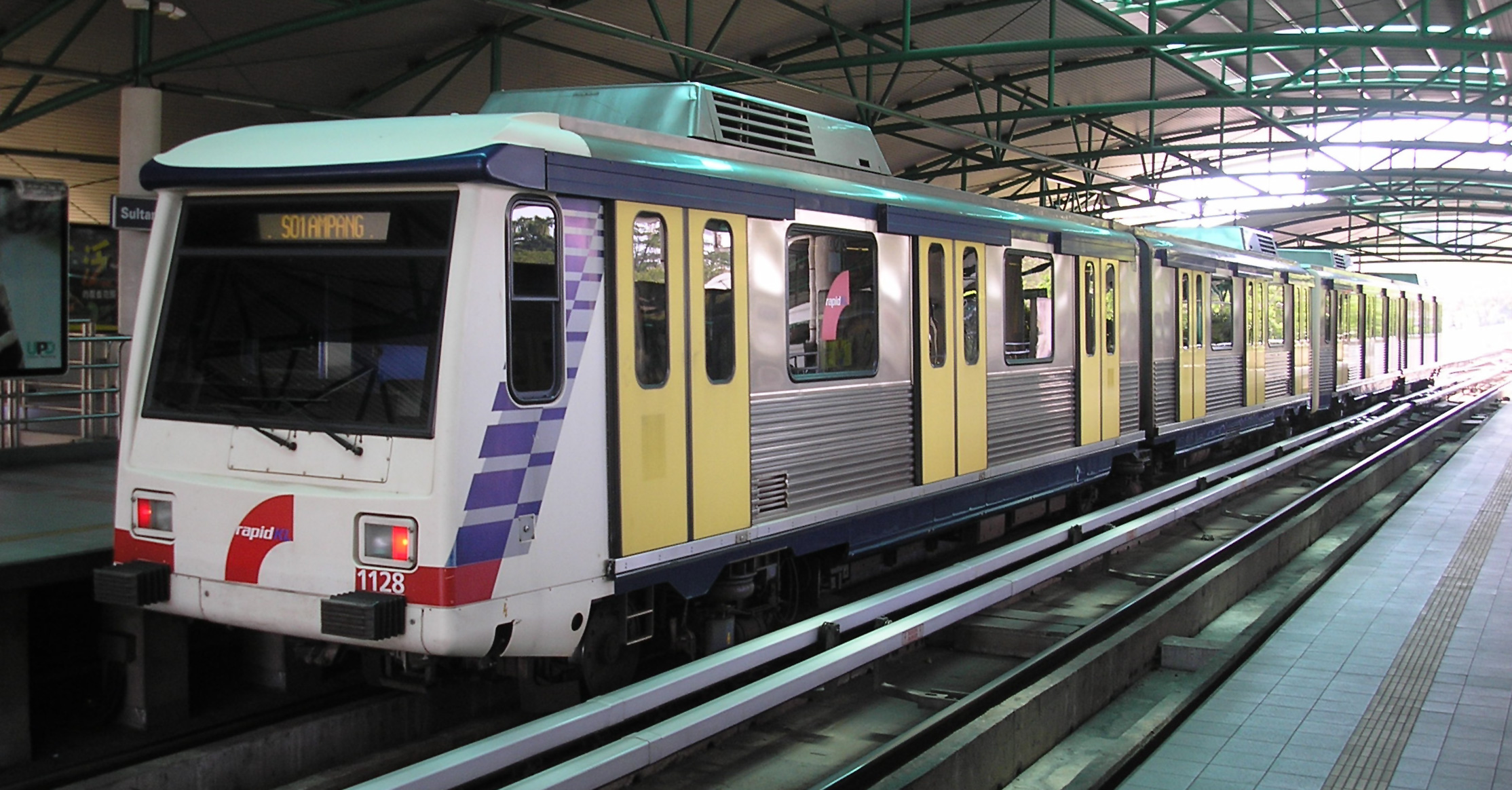
Колишній рухомий склад метро Куала-Лумпура Adtranz- Wokers EMU

- Манільський метрополітен Лінія 1 LRTA 1100 class[en] (з Hyundai Precision)
- Метрополітен Анкари Анкарай M2 (з Siemens і AnsaldoBreda)
- Поїзди першого покоління з 6 вагонів лінії 3 Куала-Лумпура (1996 – 2016)

Automated People Movers
- Bombardier Innovia APM 100